# Marshall Stedman
Pour les articles homonymes, voir Stedman.
Marshall Stedman est un réalisateur, acteur et scénariste américain né à Bethel (Maine) le 16 août 1875 et décédé au terme d'une brève maladie le 16 décembre 1943 à Laguna Beach (Californie).

## Biographie
Marshall Stedman épouse en 1900 Myrtle Lincoln, dix ans plus jeune que lui, dont il divorce en 1919.
Ils eurent un enfant, Lincoln Stedman.

## Filmographie

### Comme réalisateur
- 1909 : Love and Law
- 1917 : An Romany Rose

### Comme scénariste
- 1912 : An Equine Hero
- 1913 : The Suffragette (+ histoire)
- 1915 : The Ring of Destiny (+ histoire)
- 1917 : A Romany Rose

### Comme acteur
- 1910 : Justinian and Theodora
- 1911 : The Inner Mind
- 1912 : The Wayfarer
- 1912 : The Coming of Columbus
- 1912 : The Double Cross d'Otis Thayer
- 1914 : The Country Mouse de Hobart Bosworth
- 1914 : Good Resolutions de William Duncan
- 1914 : By Unseen Hand de William Duncan